# Cratere Hayashi
Hayashi  è un cratere sulla superficie di Venere. Deve il suo nome a Fumiko Hayashi (林 芙美子?), scrittrice giapponese della prima metà del '900.